# Quartetto per archi n. 1 (Schubert)
Il Quartetto per archi n. 1 in Sol minore D 18 fu scritto da Franz Schubert fra il 1810 ed il 1811; in quel periodo il compositore era allievo al Imperial Regio Convitto di Vienna e faceva i suoi primi tentativi di composizione. Brano ancora preparatorio, nel Quartetto le incertezze e il poco rilievo nell'ideazione dei temi e della parte melodica rivelano uno Schubert che muove ancora i primi passi nella composizione cameristica.

## Struttura e analisi
Anche se è indicato come in Sol minore, in realtà non vi è una tonalità principale per la composizione, infatti i quattro movimenti del quartetto portano indicazioni tonali differenti:
- I Andante (2/2 in Do minore) - Presto vivace (3/4 in Sol minore)
- II Menuetto (3/4 in Fa maggiore) - Trio (3/4 in Do maggiore)
- III Andante (3/4 in Si bemolle maggiore)
- IV Presto (3/4 in Si bemolle maggiore e Do maggiore)

L'Andante espone una melodia pacata e ampia che, anche se molto semplice, prefigura già alcune delle migliori pagine del compositore. Il Presto finale presenta apertamente affinità con l'Allegro con brio dal primo tempo del Settimino in Mi bemolle maggiore di Beethoven; il movimento propone anche un tentativo di scrittura contrappuntistica, poco riuscito e piuttosto impacciato, dovuto proprio alla giovanile inesperienza dell'autore

## Discografia
- Quartetto Melos, Deutsche Grammophon, 463151-2